# Expedição do Norte
A Expedição do Norte foi uma campanha militar do Exército Nacionalista Chinês, dirigida por Chiang Kai-shek, que avançou pelo norte desde Cantão até o Rio Azul a partir de 9 de Julho de 1926. A Campanha foi formada pelo Partido Nacionalista (Kuomintang, KMT) e o Partido Comunista, que criaram um estado revolucionário no sul chamado de Governo da República da China em Guangzhou contra o governo dos senhores da guerra em Pequim, chamado de Governo de Beiyang. A Expedição do Norte teve como principal apoio os armamentos e suprimentos vindos da Cooperação Sino-Soviética, entre a URSS e o KMT. Os Nacionalistas a partir de 11 de Julho lançaram ofensivas contra o senhor da guerra Wu Peifu, depois contra Sun Chuangfang e por fim contra os últimos esforços do Exército Nacional de Pacificação, responsável por suprir revoltas contra Pequim. Chiang Kai-Shek moveu seu exército para Wuhan, que virou a capital do governo revolucionário, no entanto, antes de completar a expedição, ele foi expulso do partido nacionalista pela ala esquerda e pelos comunistas, devido a sua gestão. Chiang Kai-Shek ainda detinha o poder do exército e criou um governo paralelo, rival, em Nanquim, que foi conhecido como o Governo Nacional da República da China; Após ter derrotado aos senhores da guerra, o exército nacionalista protestou contra a Grã-Bretanha por ser um poder imperialista dominante e tornou-os o seu principal inimigo. Em resposta, os britânicos cederam as suas concessões em Hankou e Jiujiang mas prepararam-se para defender Xangai.
A aliança entre os comunistas e os nacionalistas desintegrou-se a medida que Nanquim dissolvia Wuhan no Golpe de Wuhan e quando os sindicatos comunistas capturaram Xangai e Kai-Shek os atacou e começou um expurgo do Partido Comunista, resultando no Massacre de Xangai de 1927. Após formalizar o seu novo governo em Nanquim, Kai-Shek dissolveu a Frente Unida e removeu a maior parte dos membros nacionalistas que ainda seguiam a Ideologia Socialista do Kuomintang.

## Prólogo

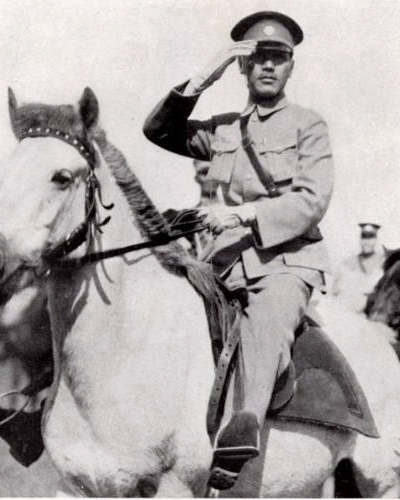
Chiang Kai-Shek em 1926.

Após a Proclamação da República da China em 1912, o general Yuan Shikai tomou o poder em 1913 e entregou o governo das províncias da China para os generais de seu Exército de Beiyang. Após a morte de Shikai em 1916, se inicia a Era dos senhores da guerra da China, um período de guerra civil, devido ao Exército de Beiyang se dividir em várias facções (Camarilhas), com o governo da China sendo controlado pela que capturassem Pequim. Ao longo da década de 1920, o governo dos senhores da guerra detinha o reconhecimento internacional e o controle da economia do país, mas era extremamente frágil e dividido entre facções militares e politicas; as mais fortes eram a Camarilha de Fengtian no nordeste da China, na Manchúria, e a Camarilha de Zhili que controlava o norte da China. Estas facções passavam a maior parte do tempo em constante guerra entre sí, pelo controle do governo chinês; as demais facções, longe da capital ou fora da costa chinesa, não eram totalmente submissas ou subjugadas pelos senhores da guerra maiores, pois ficavam em terrenos mais montanhosos ou irregulares, que dificultavam a comunicação e a passagem de tropas, o que era decorrente nos territórios da china mais a oeste como Tibete, Xinjiang e Quighai.

### O Partido Nacionalista da China
O Partido Nacionalista da China foi fundado em 1912 por Sun Yat-sen, junto com a República da China, sendo a organização sucessor da Sociedade da Aliança, responsável pela Revolução Xinhai e a proclamação da república. O Partido foi ilegalizado em 1913 por Yuan Shikai e se reorganizou com a Segunda Revolução e a Guerra de Proteção Nacional, depois, em 1917, dando inicio ao Movimento de Proteção Constitucional, para restabelecer a constituição provisória de 1912 e dissolver os senhores da guerra. O Partido fundou no sul da China a Junta de Proteção Constitucional, que, após perceber que seria impossível a retomada do controle do antigo governo chinês, se tornou um estado revolucionário, denominado de Governo da República da China em Guangzhou. A partir de 1925, os nacionalistas organizaram junto dos comunistas o 1.º Congresso Nacional do Kuomintang que formalizou a criação do Exército Nacional Revolucionário Chinês, ou simplesmente, Exército Revolucionário, bem como a fundação da Acadêmia Militar de Whampoa.

### O Partido Comunista da China
O Partido Comunista da China havia sido fundado em 1921 por Chen Duxiu, e era integrado diretamente ao KMT, apoiando e promovendo a criação do governo revolucionário em Guangzhou. Muitos membros do partido comunista passaram a se associar ao exército revolucionário e cooperar com as atividades do partido nacionalista, como Zhou Enlai que ingressou na Acadêmia de Whampoa e se destacaria como militar e futuramente como Primeiro-ministro da China, já após a queda do governo nacionalista em 1949.

### A morte de Sun Yat-sen e os Preparativos
A Expedição do Norte já era planejada por Sun Yat-sen, mas ele ainda não possuía o exército revolucionário, muito menos forças para capturar as cidades do norte da China sob controle dos senhores da guerra, além disso, em 1923, os nacionalistas perderam o controle da província de Guangdong. Em Março de 1925, Yat-sen faleceu e durante as 4º e 5º sessões do 2.º Congresso Nacional do Kuomintang foi apontado o general Chiang Kai-shek como o novo Secretário-Geral do Kuomintang, que procurou dar inicio as expedições planejadas por Yat-sen; Naquela altura, o objetivo era transformar o Reduto Nacionalista da República da China no governo chinês e depor os senhores da guerra, além de acabar com o imperialismo.
Em 30 de maio de 1925, estudantes e universitários em Xangai fizeram manifestações em oposição à interferência estrangeira na China. Especificamente, com o apoio do partido nacionalista, eles pediram o boicote de produtos estrangeiros e o fim da Concessão Internacional de Xangai, que era governada pelos britânicos e americanos. A Polícia Municipal de Xangai, operada pelos britânicos, abriu fogo contra a multidão de manifestantes. Este incidente gerou indignação em toda a China, culminando na greve Cantão-Hong Kong, que começou em 18 de junho e provou ser um campo fértil de recrutamento politico, e posteriormente militar, para os nacionalistas e comunistas. Preocupações sobre o poder crescente da facção esquerdista e o efeito da greve na capacidade do governo de Guangzhou de arrecadar fundos, que dependia em grande parte do comércio exterior, levaram ao aumento das tensões dentro da Frente Unida. Em meio a esse cenário, Chiang, que estava competindo pela posição de líder do KMT, começou a consolidar o poder em preparação para uma expedição contra os senhores da guerra do norte. Em 20 de março de 1926, ele lançou um expurgo sem derramamento de sangue de comunistas marxistas-leninistas que se opunham à expedição proposta por Guangzhou e seus militares, conhecido como Golpe de Cantão. Esta medida não causou ou intrigou o núcleo principal do Partido Comunista, associado mais a Ideologia Socialista do Kuomintang do que o marxismo-leninismo. ou se quer marxismo. Para enfrentar a Expedição do Norte e o apoio soviético ao KMT, Zhang Zuolin acabou reunindo o "Exército Nacional de Pacificação", uma aliança dos senhores da guerra do norte da China.

## A Primeira Fase

### A ofensiva contra Wu Peifu (Julho a Setembro de 1926)

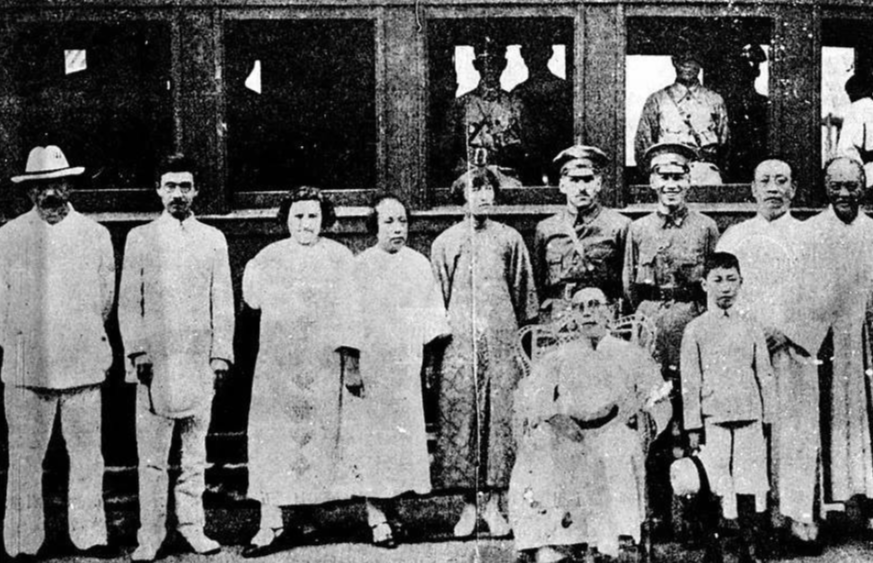
Chiang Kai-shek se prepara para partir de Guangzhou. Na fotografia também inclui os conselheiros soviéticos, Mikhail Borodin, na esquerda, Vasily Blyukher com uniforme militar na direita, and Chiang com seu uniforme, a direita de Blyukher.

Em 9 de Julho de 1926, Chiang Kai-Shek é nomeado oficialmente como comandante em chefe do Eército Revolucionário para prosseguir com a campanha. Desde muito tempo, conflitos fronteiriços entre os territórios do KMT e o senhor da guerra Wu Peifu já aconteciam, e os conselheiros soviéticos do KMT (imagem) advertiram que seria melhor primeiro focar suas forças em Wu Peifu para depois marchar até os territórios controlados pelo senhor da guerra Sun Chuangfang, que detinha um poderio bélico muito maior. Trocando de uma posição mais defensiva para ofensiva, em 11 de Julho, o KMT capturou a cidade de Changsha, sendo o primeiro ataque ao senhor da guerra Wu Peifu, que, naquele momento, não prestava atenção aos ataques nacionalistas, pois estava focando em uma batalha contra o exército Guominjun, próximo de Pequim. O Senhor da guerra Sun Chuangfang não interveio ou reagiu ao ataque nacionalista contra Wu Peifu; o que era bom para o KMT, considerando que este não queria conflitos com Sun, naquele momento. Os generais da Camarilha de Fengtian haviam oferecido apoio a Wu Peifu, que negou, com o medo de que ele poderia se tornar um tipo de Estado satélite dos senhores da guerra do norte da China.
De toda forma, entre 11 e 12 de Agosto, durante uma conferencia na cidade recém conquistada de Changsha, foi decidido o próximo ataque, que foi um cerco a principal base de Wu Peifu, em Wuchang, capturando no caminho a cidade de Nanchang, que pertencia ao senhor da guerra Sun. Usando a mesma rota usada pela Rebelião Taiping no Século XIX. a provincia de Hunão se tornou totalmente do controle nacionalista após a captura do porto de Yuezhou em 22 de Agosto, detendo o controle de uma certa porção da ferrovia que ligava de Guanghzou (Cantão) a capital Pequim.

## A Segunda Fase

### Durante a Ausência de Chiang Kai-Shek (Agosto de 1927 a Janeiro de 1928)
Chiang Kai-Shek foi brevemente expulso do KMT após o Massacre de Xangai de 1927, renunciando por pressão do partido a suas posições militares. De todo modo, Kai-Shek procurou criar um governo rival em Nanquim, que virou o Governo Nacional da República da China, em oposição ao Governo em Wuhan.